# جبيل
جبيل هي مدينة لبنانية مركز قضاء جبيل في محافظة جبل لبنان. تعد من أقدم المدن المسكونة في العالم تقع على بعد 37 كيلومتر إلى الشمال من بيروت، وعلى البحر الأبيض المتوسط وتعتبر من أشهر المواقع الأثرية في المنطقة ومن أقدم المدن في العالم ومن بين المواقع القليلة التي استمرّ عمرها منذ إنشائها حتى اليوم. تأسّست جبيل بداية كقرية لصيّادي السمك على التلّ المشرف على البحر جنوب غرب الموقع خلال الألف السادس قبل الميلاد، وارتقت إلى مصاف المدن أواخر الألف الرابع ق.م. فأصبح لها شوارعها وساحاتها ومبانيها العامة وأسوارها، فأصبحت بذلك حاضرة Cité (أي مدينة عاصمة، لها شخصيتها الخاصة واستقلالها ووجودها السياسي).
اشتهرت جبيل أيضاً الأبجدية الفينيقية، التي صدرتها نحو العالم، وعلاقاتها التجارية مع مصر وبصناعة السفن الفينيقية من خشب أشجار الأرز وصناعة الفخار فوق الدولاب (العجلة). صنفتها منظمة اليونسكو في 1984 موقع تراث عالمي.

## التسمية
من الواضح أن لفظة جبيل اليوم تحمل نفس النبرات الصوتية لاسمها الكنعاني الفينيقي، فلقد عرفها المصريون القدماء باسمها الأصلي محرَّفاً حسب طريقة لفظهم، فكتبوا اسمها في رسائل تل العمارنة بشكلٍ يؤدّي إلى لفظها «كِبْني Kipni» أو «كِبِن Kbn»؛ أما في النصوص البابلية فكُتِبت «جُبْلا Goubla»، وفي تلك الآشورية «جُبْلي Goubli» أو «جُبَلْ Goubal»؛ في الوقت الذي أطلق عليها الإغريق اسم «بيبلوس Byblos» لعلاقتها بالورق وبالكتاب؛ أما في التوراة فوَرَدَ اسمها «جَبْلْ» واسم أهلها «جَبْليين»؛ وعاد الصليبيون فيما بعد إلى الجذر الأساسي في الاسم فكتبوه «جِبِلات Gibelet». وبالتمعّن باللفظ الحديث لاسمها، جبيل، الذي قد يكون الأقرب إلى اللفظ الصحيح الأصلي، فقد يكون نتيجة كلمتين كنعانيتين واضحتَي المعنى: «جِبْ» أي البيت، و«إيل» أي كبير الآلهة أو الإله الآب، وبذلك فهي تعني بيت الله. أما الاعتقاد بأن الاسم هو تصغير كلمة جَبَل، أي الجبل الصغير، فلا يبدو أنه قريب من الواقع إذ أن موقعها ليس على جبيلٍ وليس على هضبة، بل على تليْلٍ صغير يفصل بين مجرى ماءٍ شتوي هو مجرى السخَيْنة جنوباً، ومنخفضٍ صغير شمال التليْل احتضن فيما بعد السوق العتيق الحالي وامتداده حتى الميناء. بعد الفتح العربي حافظت المدينة على اسمها الأصلي حتى اليوم.

## الجغرافيا

### تضاريس
تقوم مدينة جبيل على منبسط سهلي صغير يحدّه جنوباً وادي نهر الفيدار وشمالاً وادي نهر جاج، أمّا غرباً فهي تحاذي المتوسّط الأزرق، وترتفع أرضها ببطء نحو الشرق حيث الجبال المشرفة ترتفع بسرعة فتشكّل مدرجاً طبيعياً عملاقاً، انطلاقاً من الشاطئ ترتفع الأرض بسرعة نسبية فيصل ارتفاعها على مسافة مائة متر تقريباً، أي عند «البوّابة الجديدة» مدخل مدينة القرون الوسطى الشمالية، إلى حوالي خمسة وعشرين متراً، وتكمل الارتفاع ببطء حتى تصل عند أقدام التلال المتاخمة للسهل شرقاً، أي بعد حوالي ألف وأربعمائة متراً، إلى حوالي خمسة وسبعين متراً، لتبدأ بعدها التلال القوية المتتالية شرقاً.
يتخلل هذا السهل ذو الاتّجاه الجنوبي الشمالي بعض السواقي ومجاري المياه الشتوية، مثل مجرى ساقية زيدان ومجرى ساقية السخَيْنة، وهي مجاري موسمية قلّما تسيل فيها مياه الأمطار؛ لكنها وفي السنوات الماطرة، تحمل وتصبّ ما تجمعه من الأمطار الغزيرة، فو حتى تلك التي نتعارف على تسميتها أنهاراً كالفيدار وجاج فأنها في الواقع مجاري مياه شتوية، لكنّها موجودة في أودية تحيط بها جبال عالية على طول مسارها لذلك تسمى أنهاراً.

### مناخ
| البيانات المناخية لـ{{{location}}} | البيانات المناخية لـ{{{location}}} | البيانات المناخية لـ{{{location}}} | البيانات المناخية لـ{{{location}}} | البيانات المناخية لـ{{{location}}} | البيانات المناخية لـ{{{location}}} | البيانات المناخية لـ{{{location}}} | البيانات المناخية لـ{{{location}}} | البيانات المناخية لـ{{{location}}} | البيانات المناخية لـ{{{location}}} | البيانات المناخية لـ{{{location}}} | البيانات المناخية لـ{{{location}}} | البيانات المناخية لـ{{{location}}} | البيانات المناخية لـ{{{location}}} |
| الشهر                              | يناير                              | فبراير                             | مارس                               | أبريل                              | مايو                               | يونيو                              | يوليو                              | أغسطس                              | سبتمبر                             | أكتوبر                             | نوفمبر                             | ديسمبر                             | المعدل السنوي                      |
| ---------------------------------- | ---------------------------------- | ---------------------------------- | ---------------------------------- | ---------------------------------- | ---------------------------------- | ---------------------------------- | ---------------------------------- | ---------------------------------- | ---------------------------------- | ---------------------------------- | ---------------------------------- | ---------------------------------- | ---------------------------------- |
| [بحاجة لمصدر]                      |                                    |                                    |                                    |                                    |                                    |                                    |                                    |                                    |                                    |                                    |                                    |                                    |                                    |

### موقع
تبعد جبيل حوالي 37 كلم (22.9918 مي) عن بيروت عاصمة لبنان. ترتفع حوالي 10 م (32.81 قدم - 10.936 يارد) عن سطح البحر وتمتد على مساحة تُقدَّر بـ 416 هكتاراً (4.16 كلم²- 1.60576 مي².

## الأبجدية

لجبيل علاقة تاريخية بالأبجدية؛ فإذا كان المصريون القدماء ابتكروا النظام الهيروغليفي لتسجيل أحداثهم وأحوالهم كتابةً، وإذا كان الرافديون ابتكروا النظام المسماري للغاية نفسها، فإن كنعانيي الشاطئ الشرقي للمتوسّط استوحوا النظامين لكتابة لغتهم، فكانت النتيجة نظاماً أبجدياً كتبوه بإشارات مسمارية.
وهذه الكتابة الفينيقية بالأبجدية النسخية، تشكل أصل الأبجديات المعاصرة ووجدت هذه الكتابة على ناووس حيرام، أحد ملوك المدينة.

## التاريخ

### ما قبل التاريخ
منذ حوالي 7000 سنة، أي في غضون العصر الحجري الحديث، أنشأت جماعات من الصيادين مُستقراً لها على شاطئ المتوسط، فكان هذا المُستقر بمثابة القرية البدائية التي أصبحت في ما بعد جبيل. وكشفت الحفريات عن بقايا هذه القرية التي تتمثل بأكواخ ذات حجرة واحدة رُصفت أرضيتها ببلاط من الكلس. وقد عُثر في هذه الأكواخ على عدد من الأدوات والأسلحة الظرّانية التي تعود إلى تلك الحقبة. واستمر نمط العيش هذا في أثناء الحقبة التالية، أي في الألف الرابع ق.م. التي عرف الإنسان فيها طرق النحاس إلى جانب أدواته الحجرية، وهي الفترة التي يُطلق عليها اسم «العصر الإنيوليتي». بيد أن الحفريات أظهرت نمطاً جديداً من العادات الجنائزية تمثلت بدفن الموتى مع بعض متاعهم في جرار كبيرة.
ارتقت جبيل إلى مصاف المدن أواخر الألف الرابع ق.م. فأصبح لها شوارعها وساحاتها ومبانيها العامة وأسوارها، فأصبحت بذلك حاضرة Cité (أي مدينة عاصمة، لها شخصيتها الخاصة واستقلالها ووجودها السياسي). اعتبرت، خلال الألفي سنة الأولى من عمرها، حاضرة الكنعانيين الدينية الأولى؛ وتلقت معابدها، الذائعة الصيت في العالم القديم، هدايا فاخرة وثمينة من فراعنة مصر، لا زالت تشكّل تحفاً تفاخر بها بعض متاحف العالم.
ما إن حلت بدايات الألف الثالث ق.م. حتى شهدت جبيل ازدهاراً كبيراً بفضل تجارة الأخشاب التي كانت تصدرها إلى أنحاء المتوسط الشرقي، ولا سيما إلى مصر، حيث كان المصريون يفتقدون الخشب اللازم لبناء سفنهم ومعابدهم ولضرورات طقوسهم الجنائزية. وكانت جبيل تحصل مقابل أخشابها على الأواني والحلي المصرية المصنوعة من الذهب والمرمر، بالإضافة إلى لفائف البردي ونسيج الكتان.

### الأموريون

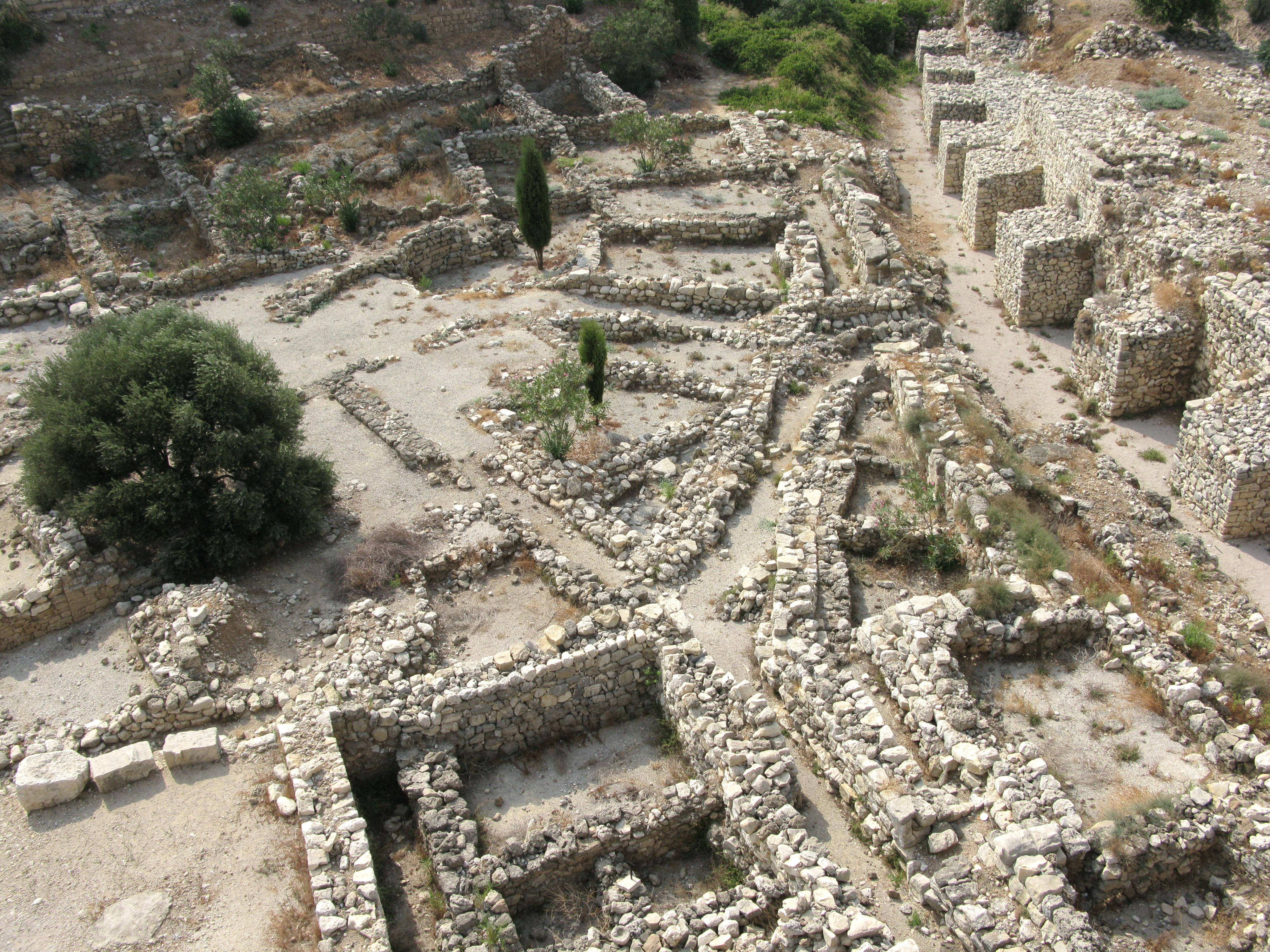
بقايا معبد يعودعمره 2700 ق.م

ما لبثت فترة الازدهار تلك أن انحسرت في نهايات الألف الثالث ق.م. عندما تعرّضت جبيل إلى الغزو والحريق من قبل بعض القبائل الأموريّة. وما إن تخلى القادمون الجدد عن بداوتهم واستقروا حتى أعادوا إعمار المدينة كما أعادوا التواصل التجاري مع مصر إلى سابق عهده. وجدير بالذكر أن مدافن جبيل الملكيّة التي أبرزت الحفريات مدى ثرائها تعود بمجملها إلى تلك الفترة، مما يُشير إلى الازدهار الذي حققته جبيل في ظلّ الحكم الأموري.
وما إن أشرف الألف الثاني على الانتهاء حتى اجتاحت المتوسط الشرقي جماعات غريبة يطلق عليها المؤرخون اسم شعوب البحر. فاستقرت أعداد منها على سواحل بلاد كنعان الجنوبية، ويبدو أن القادمين الجدد كانوا في أساس نشر المعارف البحريّة والملاحة بين شعوب المنطقة التي أطلق عليها في ما بعد اسم فينيقيا.

### الأشوريون والبابليون والفرس
في غضون الألف الأول ق.م. وعلى الرغم من الاجتياحات المتكررة التي شهدها الساحل الفينيقي على أيدي الأشوريين والبابليين والفرس، ظلت تجارة جبيل تؤمن لأهلها نوعاً من الاستقرار والازدهار. وقد عُثر في حفريات المدينة على بقايا تعود إلى تلك الحقبة. بيد أن أبرز هذه البقايا على الإطلاق القلعة الفارسيّة (550-330 ق.م.) التي ما تزال جدرانها منتصبة إلى جانب السور القديم، مما يُشير إلى الدور الذي لعبته جبيل على خارطة النظام الدفاعي الفارسي في المتوسط الشرقي.

### الإغريق
على أثر فتوحات الإسكندر الكبير، وفي أثناء الفترة المتأغرقة التي تلتها (330-64 ق.م.)، تأغرقت جبيل كما تأغرقت سائر مدن المنطقة، وأصبحت اللغة والثقافة الإغريقيتين مُثلاً تحتذي بها طبقات المجتمع العليا، وذلك حتى ما بعد سيطرة الرومان عليها.
أواخر الثلث الأول من القرن الرابع قبل الميلاد (سنة 333 ق.م. تاريخ معركة ايسوس)، أدّى احتلال اليونانيين، بقيادة الاسكندر الكبير، لكل الشرق الأدنى القديم، وتزاوج وتأقلم الحضارة اليونانية الهلينستية Hellénistique مع حضارات وثقافات المناطق المحتلة، إلى حالة جديدة غير مسبوقة في هذا العالم المتحضّر الممتدّ من اليونان غرباً إلى فارس شرقاً وإلى مصر جنوباً.
تختصر نتائج هذه الحالة بتكوّن عوامل مشتركة ثقافية واجتماعية واقتصادية وسياسية لكل ثقافات المناطق المُشار إليها؛ ففقدت جبيل مثلاً بعضاً من هويّتها الكنعانية الآسيوية لتكسب بعضاً من هويّة مشتركة، هي مزيج من هويّتها السابقة الراسخة في اللاوعي والضمير الجماعي ومن الهوية الهلنستية الجديدة الغنية جداً بالإنجازات الحضارية على كافة المستويات.

### الرومان

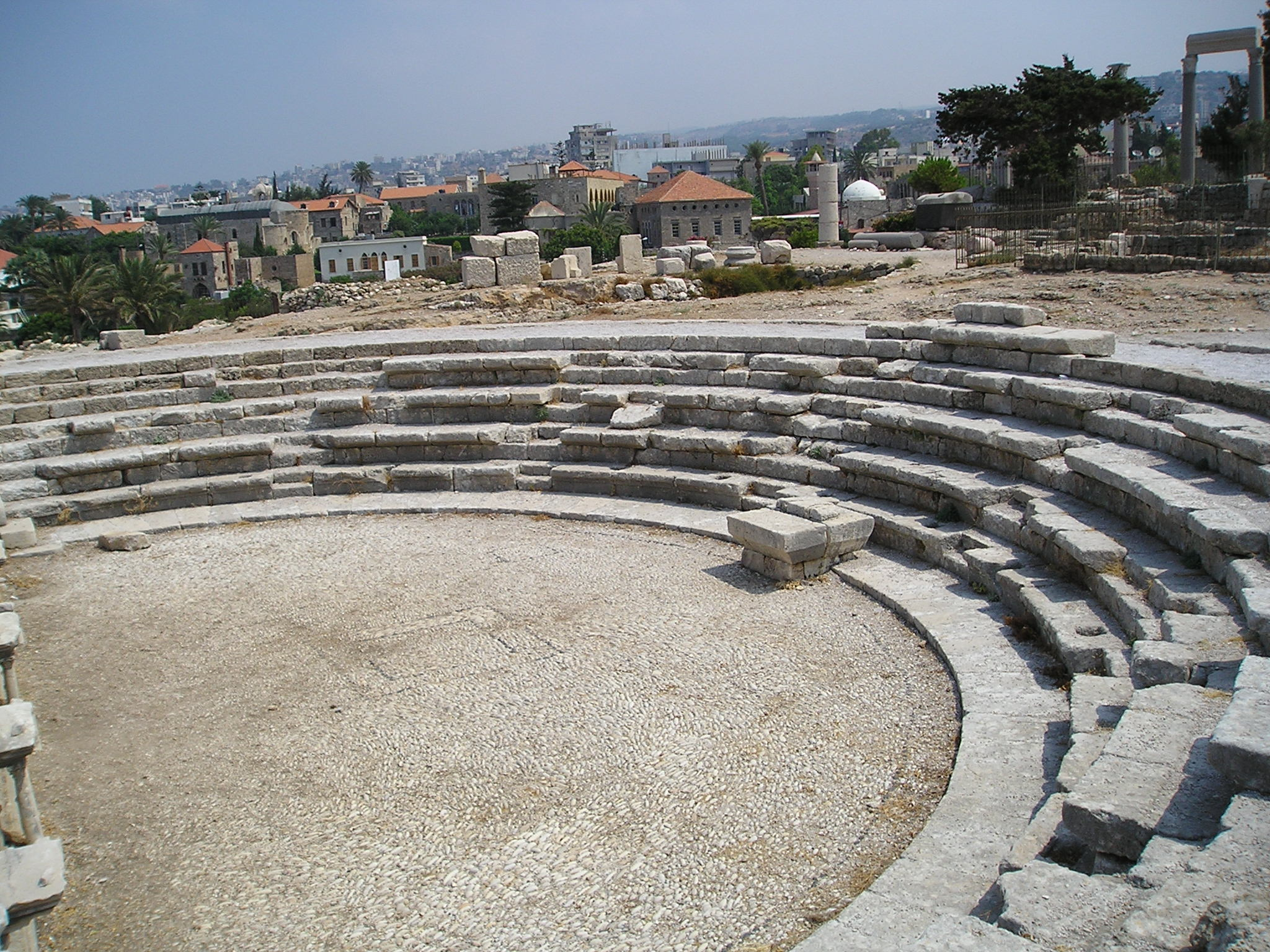
المسرح الروماني في جبيل

وفي أواسط القرن الأول ق.م. احتلّ الرومان سواحل فينيقيا بقيادة «بومبيوس»، واستمرّوا في حكم البلاد فترة تزيد عن أربعة قرون ونصف القرن (64 ق.م.-395 ب.م.) وقد ازدانت جبيل في أيامهم بالمعابد والحمامات وسائر البُنى المدُنية.

### البيزنطيون
أما من الفترة البيزنطيّة (395-637)، فلم يبقَ في جبيل أثرٌ يُذكر. وقد يعود السبب في ذلك إلى استعمال أبنية تلك الفترة كمقالع لاستخراج الحجارة المقصوبة التي استُعملت في إنشاء عمائر الفترات اللاحقة.

### العرب والصليبيون
وفي العصر العربي، بُعيد عام 637، كانت جبيل قد أصبحت مدينة صغيرة هادئة وقد أخذت أهميتها تتضاءل حتى بداية القرن الثاني عشر عندما سقطت في أيدي الصليبيين. فقد احتلها هؤلاء عام 1104، وحوّلوها عام 1109 إلى إقطاع وراثي تابع لكونتيّة طرابلس، عهدوا به إلى أسرة «أمبرياتشي» الجنويّة. وفي تلك الفترة أقيمت في جبيل قلعتها المشهورة التي تمّ بناؤها بحجارة ومواد تمّ اقتلاعها من عمائر المدينة العائدة إلى العصور السابقة.
الفتح العربي الإسلامي شكّل حدثاً خطيراً آخر لا يقلّ أهمية وعمقاً عن الذي سبقه بحوالي ألف سنة. مثل كثيرٍ من مدن الشاطئ الشرقي للمتوسّط، أكملت جبيل مسارها العادي كأحد الثغور المهمّة المشكّلة صلة وصل مع قوى غرب المتوسّط، ولعبت دوراً في العلاقة الجدلية فيما بين شرق المتوسّط المسلم وغربه المسيحي.
لم تخلُ هذه العلاقة من العنف المعتمَد لحلّ مشكلات الهيمنة والتبعية وتضارب المصالح وإرادة السيطرة وما شابه من الأسباب التي شكّلت محاور العلاقات فيما بين حضارة فتية تريد فرض سيطرتها على حيّز كبير من العالم القديم، وبين حضارة هرِمة ضرب التفسّخ فيها، فراحت تتفتت في انتظار بزوغ قوى جديدة من رحم حالة الانهيار تلك. وعلى مدى ثلاثة قرون ونيّف ساهمت جبيل في الصراع الدائر بين الإمبراطورية العربية الإسلامية الشرقية الفتية المتمركِزة في دمشق ومن ثمّ في بغداد، وبين الإمبراطورية البيزنطية المسيحية الهرمة المتمركِزة في القسطنطينية، فكانت مع مثيلاتها على شاطئ شرق المتوسّط جبهة قتال وتلاقٍ؛ فساهمت في بناء أول أسطول حربي عربيّ أمر به معاوية وساعدت في تسليحه وفي غزو قبرص واسترجاعها إلى عالمها المشرقي، كما وأنها، وبعد استتباب الأمر للدولة الفتية في حوض المتوسّط الشرقي، استرجعت دورها كميناء تجاري نشيط، صلة وصل وتبادل بين قوى شطآنه.
فتنظمت كإقطاعية بحرية صغيرة ضمن الدولة الإسلامية الفاطمية المتمركِزة في مصر، والتحقت سياسياً بإقطاعية طرابلس القوية، التي ازدهرت أواخر الألف الأول بعد الميلاد، خاصةً بإدارة قضاة بني عمّار. وعلى مدى أكثر من ثلاثة قرون ارتبط مصير مدينة جبيل بمصير مدينة طرابلس التي أكّدت هيمنتها كعاصمة إقليمية على البلاد الممتدّة من نهر الكلب جنوباً حتى طرطوس شمالاً. بقي الأمر كذلك في المرحلة الصليبية التي دامت حوالي قرنين من الزمن، أي من مطلع القرن الثاني عشر (حزيران 1098 تاريخ سقوط إنطاكية بأيدي الصليبيين) حتى أواخر القرن الثالث عشر (آب 1291 تاريخ سقوط طرطوس بأيدي المماليك)؛ فقد ظلّت إقطاعية جبيل بزعامة أميرالات آل الأمبرياتشي Les Embriaci الجَنَويين تابعة لإقطاعية طرابلس (كونتية Comté) بزعامة كونتات آل تولوز Les comtes de Toulouse الفرنسيين.

### الأيوبيون والمماليك
من مطلع القرن الرابع عشر وحتى منتصفه كانت جبيل جزءاً من الدولة الأيوبية المتمركِزة في القاهرة، وانتقلت إلى الدولة المملوكية بعد استلام المماليك السلطة في مصر، وظلت ترنو باتّجاه طرابلس، المدينة المستقطبة التي ازدانت في هذه المرحلة بمجموعة رائعة من الأعمال المعمارية، لا تزال فخراً لمدينة اليوم. لم يبقَ في مدينة جبيل آثار تُذكر من تلك المرحلة، ويبدو أنّ إهمال صيانة مرفئها أدّى إلى ضعفه وتراجعه، ولم تعد المدينة مركزاً تجارياً مهماً، فأصبحت قرية ساحلية كبيرة تعيش ببطء وسأم.

### العثمانيون
مطلع القرن السادس عشر (1516 تاريخ معركة مرج دابق) أصبحت جبيل جزءاً من الدولة العثمانية التي احتلّت المنطقة بأكملها بما فيها مصر. لكنها، وبعد حين، انتمت إلى إمارة جبل لبنان التي أسّسها الأمراء المعنيون ومركزوها في دير القمر، وظلت تحت الحكم العثماني من خلال نُظم القائمقاميتين والمتصرّفية حتى انهيار الدولة العثمانية على أثر خسارتها في الحرب العالمية الأولى.
بعد معاهدة سايكس- بيكو وإعلان دولة لبنان الكبير من قِبَل السلطات الفرنسية المنتدَبة أصبحت جبيل في الجمهورية اللبنانية، ومن أجمل مدن الشاطئ اللبناني.

## السكان
ينتمي سكّان جبيل إلى كافة طبقات المجتمع اللبناني. فهناك التجّار بكثرة، والمزارعون وهم في طور الضمور، وصغار الصناعيين وهم في نموّ بطيء؛ أما العمال في الإدارة والخدمات والتعليم فهم في نموّ مطّرد، كما وأصحاب الاختصاصات العالية (أهل النُظم الثلاث الأقدم، المهندسون والأطباء والمحامون)؛ وتعاني المدينة تخمةً في هذه المجالات الثلاث المهمة، ممّا يدفع الكثير منهم إلى مغادرة البلاد والسفر للعمل في الخارج، وأعدادهم في الخليج العربي أصبحت بالمئات.
يعيش في المدينة ما يقارب الستين ألف نسمة، وهؤلاء هم الذين يختارون مجلس بلديّتها ومخاتيرها؛ ويتوزّع ساكنوها على الديانتين السماويتين الأساسيتين المسيحية والإسلام.
معظم سكان المدينة من أتباع الديانة المسيحية ويشكّل الموارنة الثقل الأكبر عدديا، ً ويتواجد فيها أيضاً الأرثوذكس والكاثوليك والسريان؛ أمّا المسلمون فيتوزّعون على الطائفتين الأساسيتين في البلاد أي السنة والشيعة؛ وفي حين أن السنّة هم الأقدم على الساحل، كما وعلى طول الشاطئ الشرقي للمتوسّط، فإنّ الشيعة موجودون بكثافة في الجبال، وتواجدهم ينمو في المدينة باطّراد.

## بلدية جبيل
أنشئت بلدية جبيل عام 1879 وهي أولى البلديات التي تأسست في قضاء جبيل., في الانتخابات البلدية التي جرت في العام 2010 فازت لائحة «جبيل أحلى» برئاسة زياد الحواط المقرب من رئيس الجمهورية ميشال سليمان والمدعوم من قوى 14 آذار بالمقاعد ال 18 كاملة في المدينة، على حساب لائحة الوزير السابق جان لوي قرداحي، المدعومة من التيار الوطني الحر، مع أن سليمان رفض أن تحسب عليه سلفاً الجهة الفائزة.
من أهم المشاريع التي أطلقتها البلدية أو تعمل على متابعتها منذ انتخابها: حديقة بيبلوس بارك التي شارفت على الانتهاء، وبناء القصر البلدي، وإطلاق حملة التنقيب عن مرفأ جبيل التاريخي.

## مركز القضاء
تعتبر مدينة جبيل مركز قضاء جبيل في محافظة جبل لبنان وتتمركز فيه دوائر رسمية عديدة إضافة إلى الخدمات الصحية والتعليمية والمصرفية التي تقدمها للقضاء، وبسبب دورها المحوري في القضاء تمتدت جبيل إلى محيطها وأصبحت تشكل مدينة كبرى، خصوصاً بعد اتصالاها العمراني بجارتها عمشيت، إضافة إلى إده ومستيتا وبلاط وقرطبون، وحبوب، واضحت تضم نحو مئة ألف نسمة.

### التعليم
في جبيل 9 مدارس، خمسة منها رسمية، وأربعة خاصة، إضافة إلى معهد خاص للتعليم العالي. كما أنها مركز لفرع جامعة الروح القدس - الكسليك (USEK)، وفرع لـلجامعة الأميركية للبنانية، (lau).

### المؤسسات الصحية
في جبيل مستشفيان الأول مستشفى سيدة المعونات والثاني مستشفى سيدة ماريتين، بسعة تصل إلى نحو 	350 سرير.

### دورها السياحي والتجاري
يعتبر القطاع التجاري والسياحي العمود الفقري للاقتصاد الجبيلي، عموماً، وبسبب تنوع آثارها وتاريخها، انتشرت فيها المقاهي والمطاعم المميزة بكثافة، خاصة في المدينة القديمة. كما تنتشر المطاعم التقليدية الحميمة الطابع والملاهي وعلب الليل، ويقصدها السياح العرب والأجانب الذين يستهويهم المطبخ اللبناني وخصوصا محبي الأسماك البحرية. وتضم جبيل أهم المنتجعات البحرية في لبنان.

## الحفريات الأثرية
مع مرور الزمن أخذت الطبقات السكنية المتعاقبة في موقع جبيل تتحول إلى تلّ ترابي بلغ ارتفاعه نحو اثني عشر متراً وقد أقيمت فوقه المنازل وانتشرت في إرجائه البساتين. وفي سنة 1860، زار العالم الفرنسي إرنست رينان موقع جبيل وأجرى فيه بعض الاستكشافات والحفريات المحدودة. غير أن البحث الجدي عن آثار المدينة لم يجرِ إلا في نهاية الحرب العالمية الأولى، عندما قام عالم العاديّات المصريّة بيار مونتيه بين عامي 1921-1924 بإجراء حفريات واسعة مكّنته من ابراز التواصل الحضاري بين جبيل ومصر الفرعونية. وفي عام 1925، تسلم إدارة الحفريات في الموقع الأثري الفرنسي موريس دينان، وبقي يعمل فيه لحساب المديرية العامة للآثار اللبنانية حتى عام 1975، بحيث تمكّن من نفض الغبار عن الجزء الأكبر من تاريخه وآثاره.

## الآثار

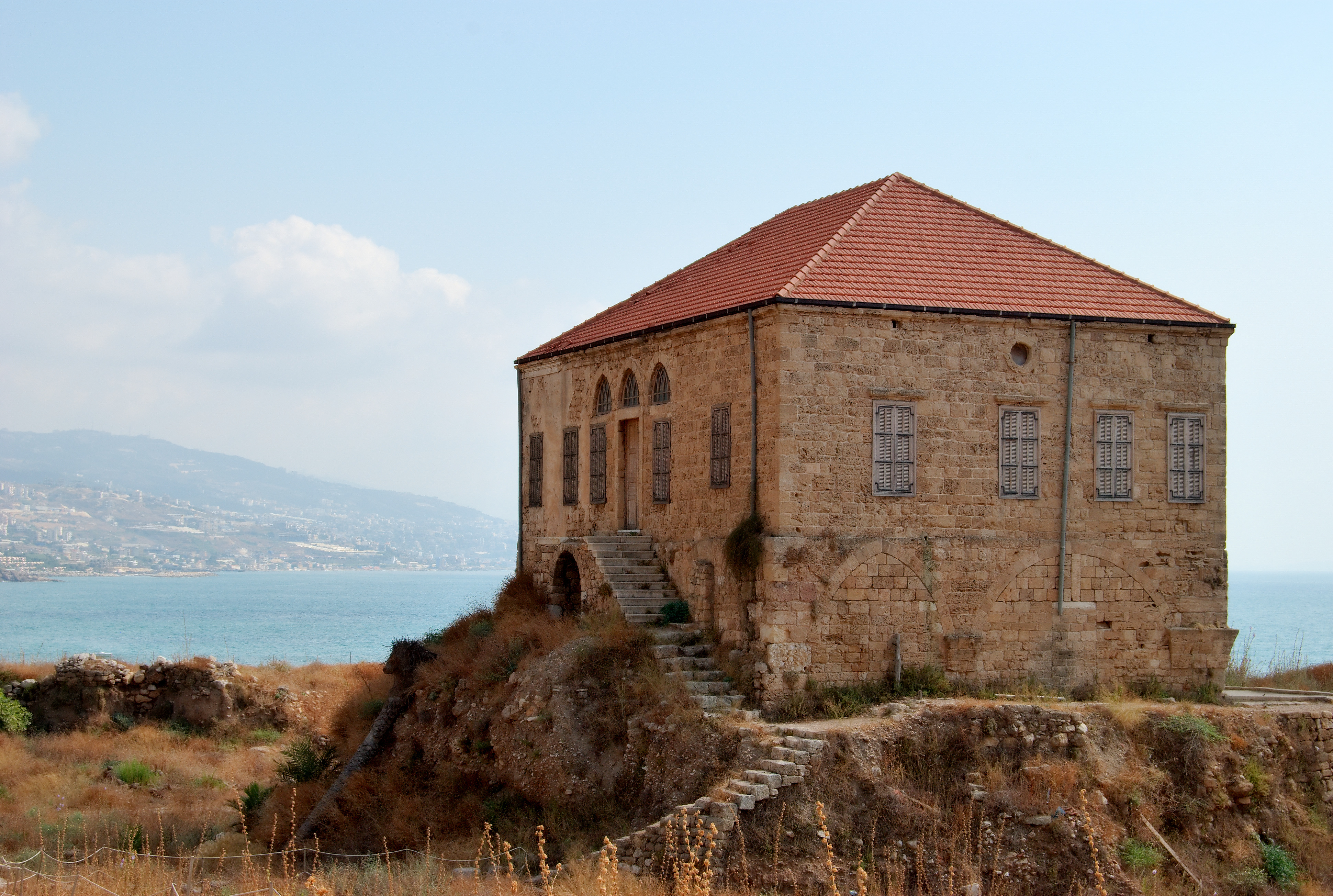
منزل عثمان الحسامي بالقرب من قلعة جبيل؛ يتميز هذا المنزل بطرازه الهندسي اللبناني التقليدي الذي انتشر خلال القرن التاسع عشر.

أساسات المعبد الكبير، جزء من طريق رومانية، موقع عين الملك الذي يضم منبع المياه الرئيسي ضمن المدينة القديمة، إضافة إلى بقايا بيوت قديمة قبل الميلاد وأساسات بيوت أخرى، وبقايا القصر الكبير، وآذار مستوطنة بشرية من العصر الحجري، وآثار من الفترة الأمورية، وبقايا معبد «بعلة جبل»، بقايا الحصن القديم.
- مرفأ جبيل وأبراجه
- السوق القديم
- معبد الأنصاب
- المدافن الملكية
- المسرح الروماني
- بقايا بوابة المدينة
- بقايا أسوار المدينة
- القلعة البحرية
- القلعة الصليبية
- القلعة الفارسية

## كنائس أثرية
- كنيسة القديس يوحنا مرقس
- كنيسة سيدة النجاة
- كنيسة مار تقلا
- سيدة البوابة
- سيدة الميس
- سيدة الأم الفقيرة

## مساجد أثرية

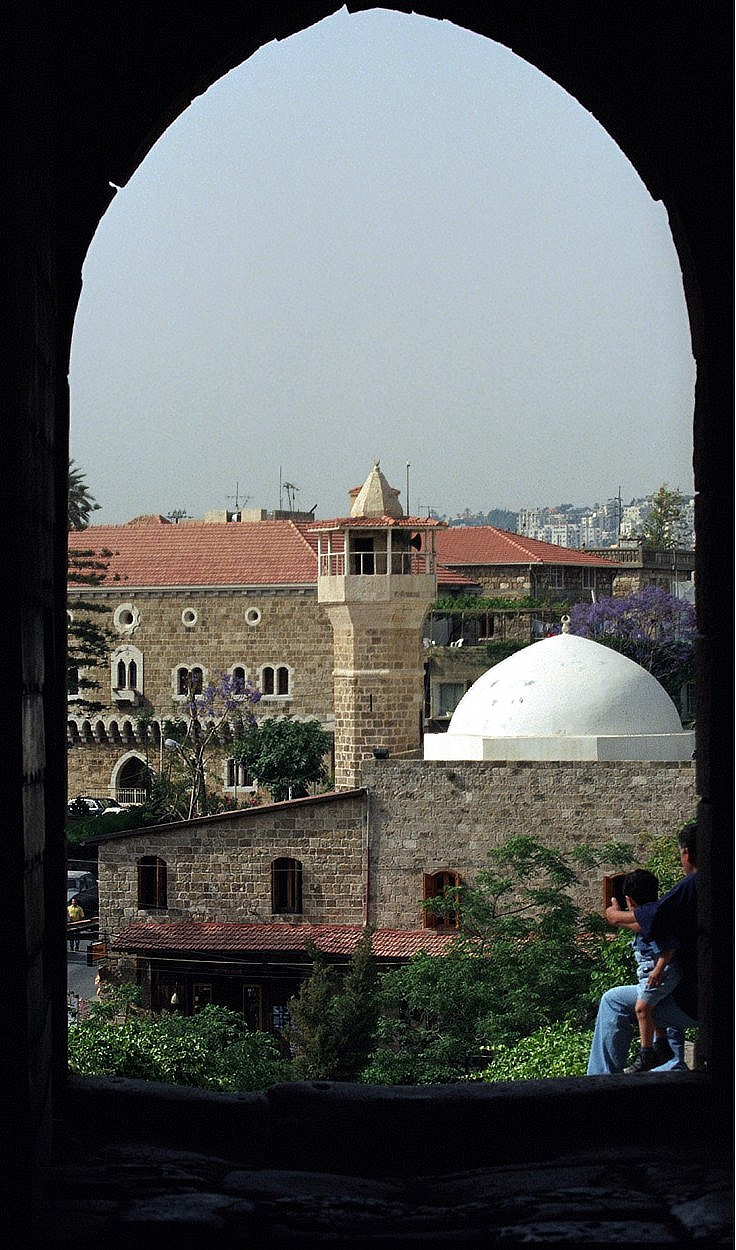
مسجد السلطان عبد المجيد

- مسجد السلطان عبد المجيد: مسجد أثري تاريخي في مدينة جبيل اللبنانية شيد في العهد الأيوبي على أنقاض مسجد بني في عهد الخلفاء الراشدين، ثم اعيد ترميمه في عهد العثمانيين.
- مسجد السلطان إبراهيم بن ادهم

## متاحف

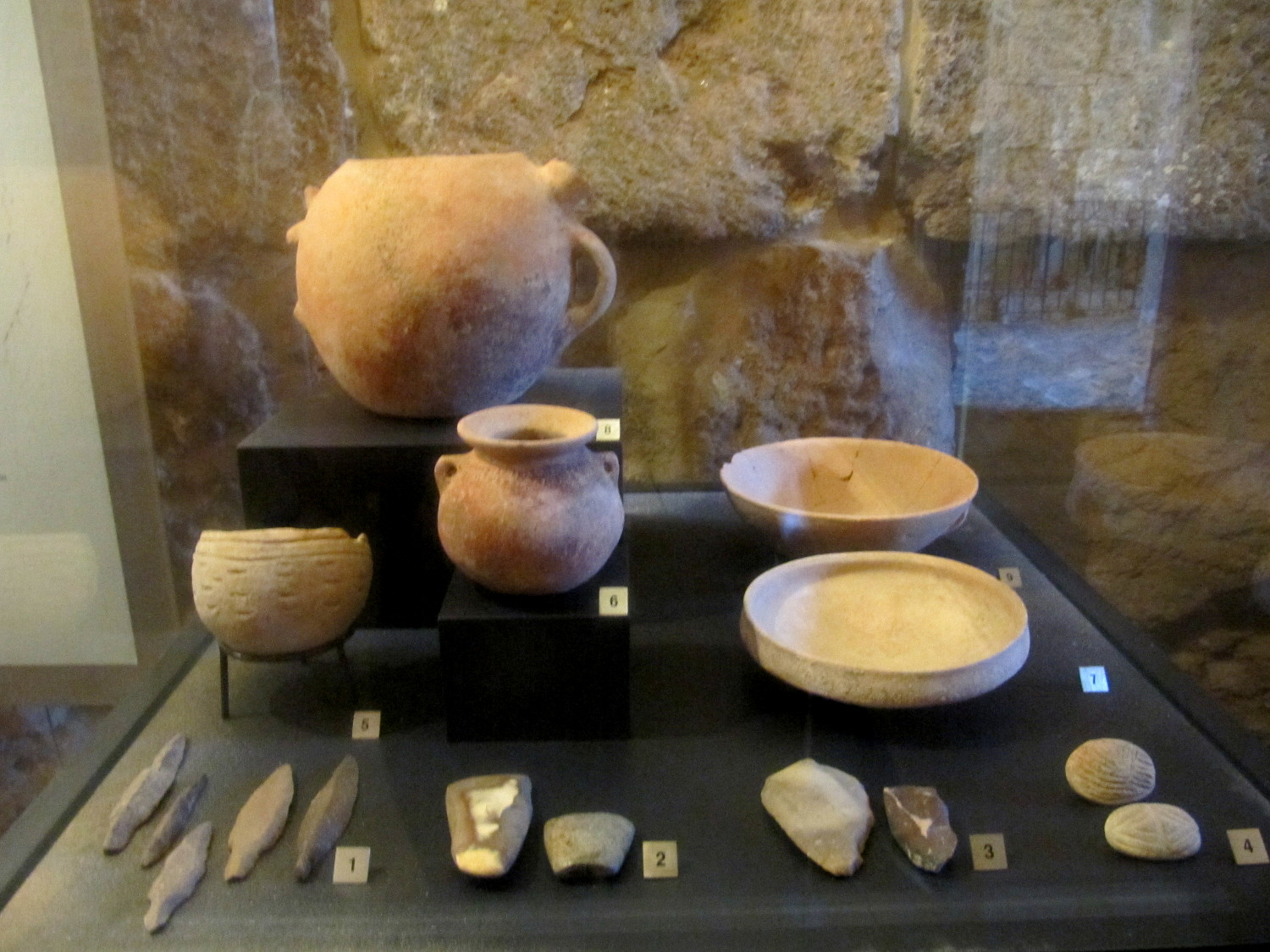
متحف قلعة جبيل

تضم جبيل عدداً من المتاحف التي تعنى بإبراز، آثار جبيل التاريخية، إضافة إلى متاحف تعنى بالحياة البحرية والمتحجرات، التي تشتهر فيها هذه المدينة.
1. متحف موقع جبيل: يعرض نبذة عن الحفريات التي أجريت في جبيل، ويقدم شرحاً عن تاريخ الموقع منذ فترة ما قبل التاريخ حتى القرون الوسطى، ملقياً الضوء على حياة السكان القدامى، إضافة إلى عرض قطع أثرية عائدة إلى فترات الموقع التاريخية. ويقع في قلعة جبيل.[18]
2. متحف ذاكرة الزمن: يقع في ساحة قلعة جبيل، ويضم أكبر مجموعة من المتحجرات اللبنانية، تعود في الزمن إلى مئة مليون سنة واستخرجت من منطقة حاقل، حجولا، النمورة، وهي ثلاثة مواقع مشهورة عالمياً بما تحتويه من أسماك، وقشريات، ونباتات فريدة بتنوعها، ودرجة حفظها. ويقدم المتحف شرحاً مفصلاً عن المتحجرات يتناول مراحل استخراجها من الموقع حتى عرضها.[19]
3. متحف ومؤسسة لويس قرداحي: يُعنى بنشر تاريخ جبيل، ويتخذ من بيت تراثي قديم في الحي القديم، مركزاً له، ويقع جنوب كاتدرائية مار يوحنا مرقس.[20]
4. متحف المتحجرات: يقع في سوق جبيل الأثري، ويعرض مجموعة متنوعة من المتحجرات، لاسيما الأسماك منها، التي عثر عليها في منطقة جبيل ومناطق أخرى في لبنان، وقد قام عدد من أصحاب المجموعات الخاصة بإعارة المتحف بعض النماذج النادرة التي أغنت المتحف.[21]
5. متحف الشمع في جبيل: يقع بالقرب من كاتدرائية مار يوحنا مرقس، ويعرض تماثيل ومشاهد من الحياة اليومية لحقبة ممتدة من الحضارة الفينيقية إلى لبنان الحاضر.[22]
6. متحف بيبي عبده: يقع بالقرب من مرفأ جبيل وهو متحف خاص لـبيبي عبده، ويتمتع المتحف بحماية اليونيسكو، ويعرض فيه مجموعته البحرية الخاصة، في مبنى عمره أكثر من 800 عام.[23]

## المعالم
- شاطئ جبيل:
- بيبلوس بارك: حديقة نموذجية ستفتح أبوابها منتصف تموز 2011، وتعتبر أول حديقة نموذجية صديقة للبيئة في لبنان. تبلغ مساحتها 18 ألف متر مربع، خصص 12 ألفاً منها للحدائق والمساحات الخضراء.[24]

## مهرجانات بيبلوس
تقام سنويا مهرجانات بيبلوس بحضور مغنين من مختلف أنحاء العالم حيث تجذب السياح ومحبي الفن .

## مدن متوائمة
المدن الشقيقة لجبيل هي :
| - اليونان - باتراس - اليونان - تريبولي - اليونان - أسبرطة | - تركيا - إزمير - تركيا - طروادة - تركيا - فان | - مالطا - البلدة - إسبانيا - قادس - فرنسا - اورانج |

## وصلات خارجية
- فيديو عن معالم جبيل على يوتيوب على يوتيوب